# 義軍 (臺灣客家人)
義軍，或稱義勇軍，為清朝時期臺灣客家人主要防衛力量。1895年台灣民主國成立，納入太平軍、棟軍、新楚軍、六堆等軍以及各地民勇，和台灣原住民勇士，改稱「義軍」或「義勇軍」。奉台灣民主國總統唐景崧命令，由李秉瑞任軍務大臣、李惟義任正規軍總兵、吳湯興任義民大統領，曾參加乙未戰爭並令入侵日軍聲勢受挫。

## 起源
清治時期臺灣客家人居住於平原與深山之際的丘陵地，為防止台灣原住民突襲出草，及大規模民變與分類械鬥，所建立的民間自我防衛力量稱之為「義民軍」。清1721年，朱一貴事件從民變釀成分類械鬥，威脅六堆客家地區的安全。客家先民為保護家鄉，組織「六堆義民團」。1786年，福建省臺灣府發生林爽文事件。數萬群眾加入民變，後因軍紀不良，百姓以鄉勇的形式組織義民軍保衛家鄉。在陳紫雲領導下，轉戰新竹苗栗台中彰化等地。

## 發展過程
自清朝乾隆年間起，由於來台漢人源自不同地域及族群，致使分類械鬥不斷，人民為求自保紛紛自我武裝。1851年起太平天國金田起義，大清帝國各地人心浮動，台灣府淡水撫民同知朱材哲命令各區「墾首」加強辦理鄉勇團練。1853年，小刀會起事，部分成員於1854年轉而來台，滋擾北台灣沿海，最後趁勢攻佔雞籠（今基隆市）。北路協副將曾玉明徵召林文察助戰，為台灣客家義民軍與林文察、林朝棟父子首次合作。
1862年，彰化縣發生戴潮春事件，義民軍再次出征，以劉維翰、姜殿邦、張元清為首，衝鋒陷陣保衛鄉土阻擊戴潮春軍隊於大甲以南，無法深入客家地區。1865年起，客家民兵出身的李惟義奉命「招降」太平天國和捻軍，官至「新楚軍」總兵花翎加提督銜，駐守於湖南，並將原本可能被清朝屠殺的太平天國軍民安置於桃竹苗深山。台灣義民軍在廣納太平天國戰士後實力大增，確立台灣中北部桃竹苗地區以客家人為主的墾荒型態。
1884年中法戰爭爆發，不久孤拔率領「遠東艦隊」攻打台灣北部，林朝棟徵召客家義民軍「禮」字營500人部隊北上馳援。林文欽也到苗栗縣通霄徵召一營客家義民軍助戰。「禮」字營在中法戰爭(西仔反)的「第一次月眉山之役」與「第二次月眉山之役」表現傑出，不但多次擊退來襲法軍，並成功掩護潰敗清軍撤退至暖暖，防止法軍進一步攻勢。因此戰後全台三十多營鄉勇僅林朝棟與張李成兩營未被裁撤。其中林朝棟因受劉銘傳賞識，「禮」字營也獲得進一步擴充成棟軍。至此桃竹苗客家義民軍，遂由地方民兵發展成正式編制軍隊，且成為清治時期台灣中北部主要防衛力量。
1894年，中日「甲午戰爭」爆發，清廷戰敗，簽訂「馬關條約」，將台灣、澎湖割讓日本。1895年5月，台灣民主國成立，北埔的「金廣福」姜家後代姜紹祖、頭份的武秀才徐驤、高屏六堆軍等，也紛紛決定響應參戰。此戰役史稱乙未戰爭。
日本近衛師團攻陷基隆後進入台北城，在佔領台北後開始南進，遭遇義軍激烈抵抗。由於義軍熟悉山地地形且採取游擊戰術，在桃竹苗等地抗日屢屢告捷。但隨著糧草及武器彈藥不足，並且在日軍優勢火力下義軍崩潰瓦解。其後，各地餘部仍然對日軍進行十幾年的武力反抗。
雖然《清史》與《台灣通史》等文獻強調乙未戰爭臺方守軍為劉永福的黑旗軍與唐景崧的廣勇。不過如美國記者Davison目睹的場景描述，中國軍隊常是：「華兵互相吵鬧，殺害軍官，勒索搶劫，橫行無忌」；反觀台灣三峽至台灣中南部的台灣兵勇(即義軍等)，才是戰爭主角。有學者指出「乙未戰爭」台灣教科書竟只寫兩行字，是為客家人的悲哀。
當徐驤於斗六光榮陣亡時，對於清朝不伸出援手，「劉永福」感歎說出：「內地諸公誤我，我誤台人」。僅生死之交黃南球於其所編寫之新竹縣志中甚多表揚。
義軍主要將領簡大獅曾參加二次圍攻台北城的行動，並曾一度歸順台灣總督府但不久後又率眾繼續抗日。簡大獅走投無路下，於1899年時偷渡到福建。日本政府要求清廷交出簡大獅。1900年，清廷應日方要求將簡大獅逮捕並遣返台灣。簡大獅向清朝說：「簡大獅生為大清之民，死作大清之鬼，猶感大德。萬勿交日人，死亦不能瞑目。」表明寧願在中國被斬首之願。但清政府仍將簡大獅引渡回台灣，最後在台北被日本人處決。

## 1895年義軍人物列表

### 主要將領
- 台北：胡阿錦、陳秋菊（泉州人）[7]、簡大獅、蘇力（泉州人）[8]、蘇俊（泉州人）[8]、林久遠、陳小埤（泉州人）[8]
- 桃竹苗：江國輝（漳州平和客家人）[8]、呂建邦（漳州詔安客家人）[9]、李家充、姜紹祖（陸豐客家人）、鄭以金、李惟義、李秉瑞、吳湯興（客家人）、徐驤（客家人）、邱國霖（客家人）、傅德生、黃南球（客家人）
- 台中彰化： 林朝棟、林文欽、謝天德
- 雲嘉南： 簡義、陳文晃、廖琛、黃丑、林崑岡
- 六堆高屏： 邱鳳揚、林宣三、魏開、陳魚、鄭吉生、林少貓

### 主要文官
- 謝維岳、李祥甫

## 義民信仰
- 新竹縣新埔鎮枋寮「褒忠亭義民廟」（紀念惠州府義民）以下為其分靈廟宇：
  - 桃園市平鎮區「褒忠祠」
  - 苗栗縣頭份市「義民廟」
  - 苗栗縣大湖鄉「大湖義民廟」
  - 高雄市三民區「高雄褒忠義民廟」等
- 苗栗縣銅鑼鄉「勤善寺」(義軍的關帝廟)
- 雲林縣「北港義民廟」（紀念泉州府義民）
- 屏東縣「六堆忠義亭」（紀念嘉應州義民）